# Chong Yee-Voon
Chong Yee-Voon —en xinès tradicional: 鍾怡雯, en xinès simplificat: 钟怡雯, Zhōng Yíwén en pinyin— (Ipoh, Perak, 13 de febrer del 1969) és una escriptora hakka nascuda a Malàisia. La seva producció literària és en llengua xinesa. De fet, és professora de la Universitat Yuan Ze de Taiwan. Estudià a la Universitat Normal Nacional de Taiwan.

## Biografia
D'origen malai, la família Chong és d'origen xinès. Ella forma part de la tercera generació d'aquesta immigració. La seva família s'afincà a la ciutat d'Ipoh, a uns 180 km. al nord de Kuala Lumpur. Aquesta localitat es construí i cresqué al voltant de la indústria minera, però durant la dècada dels vuitanta, arrel de la caiguda del preu de l'estany, Ipoh passà d'ésser unes de les ciutats més pròsperes del país a experimentar un gran empobriment.
Chong era la més gran de set germans. Del seu període formatiu, Chong recorda com havia de recórrer llargues distàncies per poder anar a l'escola. La formació universitària la va rebre a Taiwan i, de fet, continuà avui en dia vivint al nord de l'illa, a la ciutat de Zhongli, relativament a prop de Taipei. És professora de literatura moderna i contemporània a la Universitat Yuan Ze, a Zhongli (districte de Taoyuan).

## Formació
Chong viatjà cap a Taiwan el 1988, on estudià Llengua i Literatura Xineses a la Universitat Nacional Normal de Taiwan, a Taipei (també coneguda pel seu acrònim, NTNU, en xinès tradicional: 國立臺灣師範大學; en pinyin: Guólì Táiwān Shīfàn Dàxué). A continuació, cursà un màster a la mateixa facultat i, més endavant, un doctorat, també a la Universitat Nacional Normal de Taiwan. Destacà ja com a estudiant, guanyant nombroses beques i premis.

## Obra
Chong Yee-Voon ha publicat una extensa obra, éssent guanyadora de premis literaris, d'escriptura creativa, de poesia, de ficció, entre d'altres. Per citar-ne alguns, podem descatar el Xin Wen Bao Literature Award en la categoria de poesia, el premi d'excel·lència de Taiwan en la categoria de prosa (1991) i el mateix any guanyà el premi literari Sin Chew Jit Pao a Malàsia. Val a dir, però, que ha estat distingida amb premis a la Xina, Taiwan i Malàsia pràcticament de forma anual. Així mateix, el 2018 participà en un projecte de promoció de la literatura organitzat des del del Museu Nacional de Literatura de Taiwan.
La prosa de Chong ha estat descrita per la crítica com un reflex de la seva personalitat misteriosa. El seus textos són poc convencionals, delicats, i combinen sensibilitat amb racionalitat. Des de la poètica i la ficció inicials fins a les seves narracions basades en les emocions, Chong continua experimentant i inventant. Els personatges de Chong s'enfronten al fenomen de la immigració, tractant sovint la problemàtica de l'adhesió cultural a través dels seus personatges. El tema de la prosa és, en part, extret de la vida quotidiana. El seu estil és únic i sincer com la seva persona, amb idees originals i una concepció artística surrealista. D'aquesta maner Chong pot expressar una experiència única a partir de coses normals. Molt sovint, per exemple, en les seves obres hi apareixen animals, especialment gats, als qui dona personalitat pròpia. Així mateix, aquest món d'animals s'ha relacionat amb la seva infantesa, localitzada en un àmbit més aviat rural. Chong, així mateix, també ha treballat també en l'àmbit de la crítica literària. Si bé no han estat traduïdes al català encara, alguns dels seus textos han estat inclosos en llibres de text. Chong és autora de diverses obres:
- 河宴 (El banquet del riu, 1995).
- 垂釣睡眠 (Somni enganxós, 1998).
- 聽說 (Rumors, 2000).
- 我和我豢養的宇宙 (Jo i l'univers que vaig aixecar, 2002).
- 飄浮書房 (Arxiu a la deriva, 2005).
- 野半島 (Malàsia salvatge, 2007).
- 陽光如此明媚 (El sol és tan brillant, 2008).
- 陳義芝編選 (Editat per Chen YIzhi, 2010).
- 麻雀樹 (El pardal dalt d'un arbre, 2014).